# Arsacidendynastie van Armenië

Koninkrijk Armenië onder de Arsacidendynastie, 150

De Arsacidendynastie of het Huis Arsjakoeni (Armeens: Արշակունյաց հարստություն Arsjakoenjats harstutjun), een zijtak van de Partische dynastie, bestuurde het koninkrijk Armenië van 52 tot 428.
Arsacidenbestuurders van Armenië:
- Tiridates I van Armenië 52-58, stichter van de dynastie
- Tigranes VI  58-61 (Romeins protectoraat)
  - Romeins-Parthische Oorlog (58-63)
- Tiridates I van Armenië 63-88 (tweede regeerperiode), officieel gekroond in Rome in 66
- Sanatruk 88-110
- Exedares (zoon van Pacorus II van Parthië) 110-113 (Romeins protectoraat)
- Parthamasiris (broer van Exedares) 113-114 (Parthisch protectoraat) 
  - Romeinse provincie 114 - 118
- Vologases I van Armenië (van de Parthische Arsacidendynastie) 118-? (Romeins protectoraat)
- Sohaemus 140/144-161
- Pacorus (Bakur) 161-163
- Sohaemus (tweede keer) 163-?
- Sanatrik ?-197
- Valarsaces of Vologeses II (zoon; Armeens: Վաղարշակ Vagarsjak) 197
- Khosrov I van Armenië (zoon) 197-238

Naar Perzië 238-252
- Artavazd VI 252-283 (Parthisch protectoraat)
- Tiridates III van Armenië (zoon van Chosroes) 283-330 (Romeins protectoraat)
- Khosrov II de Klein 330-339
- Tigranes VII (zoon) 339-c.350
- Arshak II (zoon) c. 350-368

Perzische bezetting 368-370
- Cylax (Zig), bestuurder 368-369
- Artaban (Karen), bestuurder 368-369
- Vahan Mamikonian, bestuurder 369-370
- Merujan Ardzruni, bestuurder 369-370
- Pap (zoon van Archak II) 370-374
- Varazdat (kleinzoon van Tigranes VII) 374-378
- Koningin Zarmandukht (weduwe van Pap) 378-379
- Provisorisch bestuur van Enmanuel Mamikonian (sparapet) 378-379

Naar Perzië 379
- Gezamenlijk bestuur van een Perzische gouverneur (marzban), koningin Zarmandukht en Enmanuel Mamikonian 379-c. 380
- Gezamenlijk bestuur van Zarmanducht en Enmanuel Mamikonian c. 380-384
- Arshak III (zoon of Zarmanducht) 384-389 (getrouwd met Vardanducht, dochter van Enmanuel Mamikonian)
- Valarchak (verenigd) 384-386 (getrouwd met een dochter van Sahak Bagratuni)
- Khosrov III 387-392
- Zik (regent) 387-390
- Vram Shepuh 392-414 (broeder van Khosrov III) 392-414
- Khosrov III (tweede keer) 414-415
- Shahpur (erfgenaam van Perze) 415-421
- Provisorisch bestuur van Narses Djidjrakatsi 421
- Lokale onafhankelijke bestuurders
- Artaxias IV (zoon van Vram Shepuh) 423-428